# Vance D. Coffman
	Vance Dean Coffman, född 3 april 1944, är en amerikansk ingenjör och företagsledare.
Han avlade kandidatexamen i flyg- och rymdteknik vid Iowa State University och master och doktor i flyg- och rymdteknik och rymdfart vid Stanford University. År 1967 fick han en anställning hos Lockheed Corporations avdelning för rymdsystem, vilket han blev president för 1988. Den 15 mars 1995 blev Martin Marietta Corporation fusionerad med Lockheed och blev Lockheed Martin Corporation. Året efter utsågs Coffman till COO och president för det nya företaget. Den 1 augusti 1997 ersatte han Norman R. Augustine som VD medan i april 1998 tog Coffman även över ordförandeklubban från Augustine. I augusti 2004 avsade han sig VD-rollen i förmån av Robert J. Stevens medan i april året därpå tog Stevens även över styrelseordförandeposten från Coffman.
Han har även varit ledamot i koncernstyrelserna för 3M, Amgen, Bristol-Myers Squibb och John Deere.